# Broken Strings
«Broken Strings» — сингл Джеймса Моррисона, исполненный с Нелли Фуртадо, из альбома «Songs for You, Truths for Me». Выпущен 8 декабря 2008 года лейблом Polydor.

## Список композиций и форматов
CD-сингл
1. «Broken Strings» (с Нелли Фуртадо)
2. «Say It All Over Again»

Maxi-CD-сингл
1. «Broken Strings» (с Нелли Фуртадо)
2. «Say It All Over Again»
3. «Broken Strings» (Live At Air Studios)
4. «You Make It Real» (Live At Air Studios)
5. «Broken Strings» (Video)

Промо CD-сингл
1. «Broken Strings» (Remix) (с Нелли Фуртадо)
2. «Broken Strings» (с Нелли Фуртадо)